# Spargania semirfuata
Spargania semirfuata là một loài bướm đêm trong họ Geometridae.